# Challenge Cup 2016-2017 (pallamano maschile)
La EHF Challenge Cup 2016-2017 è la 23ª edizione del torneo.

## Squadre partecipanti
| Round 3               | Round 3                  | Round 3                | Round 3                 |
| --------------------- | ------------------------ | ---------------------- | ----------------------- |
| HC Visé BM            | RK Vogošća Poljine Hills | HC Lokomotiv Varna     | HC Dobrudja             |
| A.S.S. Spes           | Cambridge HC             | A.C. Doukas            | IEK Xini Dikeas         |
| Valur                 | Hapoel Ashdod            | Ramat Hasharon HC      | A.S.D. Romagna Handball |
| KH Kastrioti          | Klaipeda Dragunas        | Handball Esch          | HB Dudelange            |
| PGU Tiraspol          | HC Riviera Chișinău      | RK Pelister            | RK Partizan 1949        |
| JMS Hurry-Up          | Haslum Handballklubb     | Sporting CP            | AHC Potaissa Turda      |
| RK Sloga Požega       | RK Partizan              | TSV St. Omar San Gallo | HKM Sala                |
| MSK Povazska Bystrica | Göztepe SK               | Amasya Taşova YİBO SK  | HC ZNTU-ZAB Zaporozhye  |

## Risultati

### Round 3
Le squadre sorteggiate per prime giocano la prima partita in casa. Alcune squadre hanno concordato per giocare entramve le gare nella stessa sede. Al termine delle due sfide, la squadra che avrà segnato di più si qualificherà per i sedicesimi di finale.
| Squadra 1             | Totale | Squadra 2                | Andata | Ritorno |
| --------------------- | ------ | ------------------------ | ------ | ------- |
| Sporting CP           | 69–49  | A.S.D. Romagna Handball  | 32–25  | 37–24   |
| AHC Potaissa Turda    | 75–42  | HC Dobrudja              | 32–23  | 43–19   |
| HB Dudelange          | 56–55  | Hapoel Ashdod            | 23–28  | 33–27   |
| RK Sloga Požega       | 50–47  | HC Visé BM               | 26–21  | 24–26   |
| PGU Tiraspol          | 51–58  | HC ZNTU-ZAB Zaporozhye   | 23–27  | 28–31   |
| Ramat Hasharon HC     | 39–54  | Handball Esch            | 21–29  | 18–25   |
| RK Partizan 1949      | 49–43  | A.S.S. Spes              | 27–21  | 22–22   |
| RK Partizan           | 52–59  | MSK Povazska Bystrica    | 23–31  | 29–28   |
| Valur                 | 56–49  | Haslum Handballklubb     | 31–24  | 25–25   |
| IEK Xini Dikeas       | 43–45  | A.C. Doukas              | 27–21  | 16–24   |
| KH Kastrioti          | 51–60  | HKM Sala                 | 29–31  | 22–29   |
| Göztepe SK            | 47–48  | JMS Hurry-Up             | 22–20  | 25–28   |
| Klaipeda Dragunas     | 52–63  | TSV St. Omar San Gallo   | 28–35  | 24–28   |
| Amasya Taşova YİBO SK | 65–56  | HC Riviera Chișinău      | 32–29  | 33–27   |
| Cambridge HC          | 47–76  | HC Lokomotiv Varna       | 22–36  | 25–40   |
| RK Pelister           | 49–48  | RK Vogošća Poljine Hills | 21–23  | 28–25   |

### Sedicesimi di finale
Le squadre sorteggiate per prime giocano la prima partita in casa. Alcune squadre hanno concordato per giocare entramve le gare nella stessa sede. Al termine delle due sfide, la squadra che avrà segnato di più si qualificherà per i quarti di finale.
| Squadra 1              | Totale | Squadra 2              | Andata | Ritorno |
| ---------------------- | ------ | ---------------------- | ------ | ------- |
| Tasova Yibo SK         | 58–66  | A.C. Doukas            | 28–32  | 30–34   |
| Valur                  | 45–45  | RK Partizan 1949       | 21–21  | 24–24   |
| Handball Esch          | 56–59  | AHC Potaissa Turda     | 27–31  | 29–28   |
| HC ZNTU-ZAB Zaporozhye | 54–57  | HB Dudelange           | 27–32  | 27–25   |
| HKM Sala               | 57–55  | TSV St. Omar San Gallo | 30–27  | 27–28   |
| RK Pelister            | 44–66  | Sporting CP            | 18–32  | 26–34   |
| MSK Povazska Bystrica  | 49–51  | JMS Hurry-Up           | 30–19  | 19–32   |
| RK Sloga Požega        | 58–44  | HC Lokomotiv Varna     | 35–22  | 23–22   |

### Quarti di finale
| Squadra 1          | Totale | Squadra 2    | Andata | Ritorno |
| ------------------ | ------ | ------------ | ------ | ------- |
| RK Sloga Požega    | 53–59  | Valur        | 27–30  | 26–29   |
| AHC Potaissa Turda | 68–64  | HB Dudelange | 32–29  | 36–35   |
| A.C. Doukas        | 48–62  | Sporting CP  | 23–35  | 25–27   |
| JMS Hurry-Up       | 66–56  | HKM Sala     | 28–24  | 38–32   |

### Semifinali
| Squadra 1    | Totale | Squadra 2          | Andata | Ritorno |
| ------------ | ------ | ------------------ | ------ | ------- |
| JMS Hurry-Up | 41–69  | Sporting CP        | 27–32  | 14–37   |
| Valur        | 53–54  | AHC Potaissa Turda | 30–22  | 23–32   |

### Finale
| Squadra 1   | Totale | Squadra 2          | Andata | Ritorno |
| ----------- | ------ | ------------------ | ------ | ------- |
| Sporting CP | 67–52  | AHC Potaissa Turda | 37–28  | 30–24   |